# Andy Vidal
Andy Vidal Chihuán (Lima, Provincia de Lima, 23 de agosto de 1994) es un futbolista peruano que juega como portero en Cusco F.C. de la Primera División del Perú.

## Trayectoria
Andy Vidal fue formado en las divisiones menores del Sporting Cristal. Su debut lo hizo en la primera fecha del torneo 2012 ya que el cuadro rimense en apoyo a los futbolistas agremiados en huelga alineó ese partido ante Cobresol con su reservas y juveniles.
Formó parte del equipo celeste sub-20 que jugo la Copa Libertadores Sub-20 de 2012 realizada en el Perú. 

### Deportivo Municipal
En el año 2013 llega en calidad de préstamo al Club Deportivo Municipal.

### Juan Aurich
En el 2015 llegó a Juan Aurich para el Campeonato Descentralizado 2015 y Copa Libertadores 2015, siendo tercer arquero detrás de Juan Goyoneche y Pedro Gallese. En el 2017 fue el segundo arquero, por detrás de Jesús Cisneros, atajó en 5 partidos.

### Ayacucho FC
En el 2018 ficha por Ayacucho FC. Renueva por todo el 2019 , 2020 , 2021 , 2022 con los zorros.

## Selección nacional
Ha sido internacional con la selección de fútbol del Perú en la categoría sub-20, con la cual disputó el Campeonato Sudamericano de Fútbol Sub-20 de 2013

## Clubes
| Club                | País | Año         |
| ------------------- | ---- | ----------- |
| Sporting Cristal    | Perú | 2012        |
| Deportivo Municipal | Perú | 2013        |
| Sporting Cristal    | Perú | 2014        |
| Juan Aurich         | Perú | 2015 - 2017 |
| Ayacucho FC         | Perú | 2018 - 2022 |

## Palmarés

### Campeonatos nacionales
| Título                    | Club             | País | Año  |
| ------------------------- | ---------------- | ---- | ---- |
| Primera División del Perú | Sporting Cristal | Perú | 2012 |

### Torneos cortos
| Título          | Club        | País | Año  |
| --------------- | ----------- | ---- | ---- |
| Torneo Clausura | Ayacucho FC | Perú | 2020 |

### Distinciones individuales
| Distinción                                                | Año  |
| --------------------------------------------------------- | ---- |
| Equipo de la semana de la fecha 2 de la Copa Sudamericana | 2022 |